# Springfield Elementary School
Springfield Elementary School (Springfields grundskola) är en fiktiv skola och förekommer i den tecknade komediserien Simpsons. Skolans tillfälliga rektor är Seymour Skinner sedan tjugo år. En annan anställd på skolan är Barts lärare Edna Krabappel, som bland annat varit nominerad till "teacher of the year". Skolans ursprungliga placering var i Missouri men den flyttades till Springfield efter att den utsetts till USA:s mest förfallna skola. Skolan har elever från kindergarten till sjätte årskurs.
Skolan har flera klasser, men två stycken utmärker sig genom serien, nämligen klass 2 och klass 4. I klass 2 finns bland andra Lisa Simpson, Janey Hagstrom, Ralph Wiggum. I klass 4 återfinns Bart Simpson, Milhouse Van Houten, Martin Prince, Wendell Borton, Sherri och Terri, Nelson Muntz, Üter Zörker, Lewis, Richard med flera. Fransklärare i skolan är Kupferberg och Willie. Skolans aula går under namnet "Butthead Memorial Autitorium", efter en omröstning bland eleverna. Skolparkeringen heter "Seyemour Skiner Parking Annex" efter att Seymour Skinner jobbat som tillfällig rektor i tjugo år. Skoltidningen heter Daliy Fourth Gradian. Skolans lärare för femte årskursen heter Mike. Vaktmästare Willie blev en gång rektor i tre månader efter att Skinner lämnat jobbet för Calliope Juniper men han återvände sedan.
Seymour Skinner avskedades en gång och ersattes av Ned Flanders som ersatte kvarsittning med premier och under den period vågade inte lärarna lämna lärarrummet. Skolan har även hållit stängt under en period då man byggde värdelösa rullstolsrampar för 200 000 dollar via Fat Tony innan "Kid First Industries" tog över skolan för att skapa världens bästa leksak. Skolans budget är låg och de har bara 16 grundämnen i sitt periodiska systemet, alla är lantanider. Skinner har en gång tagit bort böcker, vetenskap, musik och konst samt första hjälpen från skolans kursplan. En annan gång lurade han Lisa att ta bort konst, gym och musik. Lärarna tog tag i detta en gång och inledde en strejk efter att de serverat dåliga maträtter, haft undermåliga skolböcker och material (exempelvis pekpinnarna som är nednötta till centimeterlängd), vilket ledde till att man tog in vikarier. Lärarna fick igenom kraven efter att man börjat hyra ut kapprummen till fängelserna. Skolan har också en gång delats i en del för pojkar och en för flickor, med sämre undervisning för flickorna och Melanie Upfott som ny rektor. Seymour Skinner blev då assisterade vaktmästare. Man har också en gång lärt ut kreationsteorin istället för den vetenskapliga evolutionsteorin, men efter ett domstolsbeslut ändrades det tillbaka.
Skolans elevrådsordförande var tidigare Martin Prince innan han ersattes av Lisa Simpson. Idag har skolan ingen elevrådsordförande men en elevaktivitetskommitté där Lisa Simpson är ordförande. Äldre ordförande var Otto Mann och Krusty. Under skolan upptäcktes stadens rikaste oljekälla men den tömdes av Mr Burns innan skolan hann starta borrningen och man fick avskeda musik- och underhållspersonalen då arbetade kostade en hel del. Då man en gång tog bort geografin ur läroplanen hade skolan bara tre undervisningsämnen och det fanns planer på att minska dem till två.
Skolan fick sin första dator, en Coleco, under 1998.

## Springfield West Elementary
Springfield West Elementary är Springfields andra grundskola i tv-serien Simpsons, där ingen av de kända karaktärerna går, bara Thelonious (efter Thelonious Monk), som Lisa var kär i en gång. Skolans byggnad ser likadan ut som Springfield Elementary School, eftersom båda byggdes av samma arkitekt.

## I verkligheten
I Greenwood, South Carolina läts barnen bestämma namnet på en ny skola och de valde namnet Springfield Elementary, vilket ledde till protester från vissa föräldrar som ansåg att Bart Simpson var en dålig förebild.